# Nacida para ser mala
Nacida para ser mala (Born to Be Bad, 1934) es una película de drama romántico estadounidense anterior a la época pre-code,que recogía las directrices de censura,  dirigida por Lowell Sherman y protagonizada por Loretta Young y Cary Grant. El guion de Ralph Graves se basó en una historia del propio Graves.

## Argumento
Letty Strong (Loretta Young), madre soltera, se crio en un ambiente familiar saludable, pero quedó embarazada a los quince años y se escapó de casa. Para proteger a su hijo Mickey (Jackie Kelk) de la misma vida difícil que ella enfrenta, Letty le enseña habilidades de supervivencia, como mentir, robar y hacer trampas.
Un día, un camión de leche conducido por Malcolm Mal Trevor (Cary Grant), un rico hombre de negocios, atropella a Mickey mientras patina por la calle. Al ver la oportunidad de ganar dinero, Letty idea un plan para chantajear al hombre. Sin embargo, su plan sale mal cuando le quitan a Mickey después de que un juez la considera una madre no apta.
Mal y su esposa Alyce (Marion Burns), incapaces de tener hijos biológicos, acogen al niño y le brindan amor y un hogar estable. Letty, consumida por los celos y la codicia, intenta seducir a Mal, lo que podría cambiar la vida de todos los involucrados.

## Reparto
| Actor/Actriz     | Personaje                                |
| ---------------- | ---------------------------------------- |
| Loretta Young    | Letty Strong                             |
| Cary Grant       | Malcolm Mal Trevor                       |
| Jackie Kelk      | Mickey Strong                            |
| Marion Burns     | Alyce Trevor                             |
| Henry Travers    | Fuzzy                                    |
| Paul Harvey      | Abogado Brian                            |
| Russell Hopton   | Steve Karns                              |
| Etienne Girardot | J. K. Brown - Perito de siniestros       |
| Geneva Mitchell  | Miss Crawford - la secretaria de Malcolm |
| Guy Usher        | Juez McAffee                             |
| Charles Coleman  | Mayordomo de Trevor                      |
| Wade Boteler     | Guardia en Trevor Estate                 |
| Harry Green      | Adolphe - el abogado de Letty            |